# Ле-Версу
Ле-Версу (фр. Le Versoud) — коммуна во Франции, находится в регионе Рона — Альпы. Департамент коммуны — Изер. Входит в состав кантона Муаян Грезиводан. Округ коммуны — Гренобль.
Код INSEE коммуны — 38538. Население коммуны на 2012 год составляло 4637 человек. Населённый пункт находится на высоте от 216  до 441  метров над уровнем моря. Муниципалитет расположен на расстоянии около 490 км юго-восточнее Парижа, 100 км юго-восточнее Лиона, 12 км восточнее Гренобля. Мэр коммуны — Patrick Janolin, мандат действует на протяжении 2014—2020 гг.
Динамика населения (INSEE):